# Lieutenant-colonel
Pour les articles homonymes, voir Lieutenant.
Le grade de lieutenant-colonel est un grade d'officier supérieur dans de nombreux pays.

## Belgique
En Belgique, le grade de lieutenant-colonel (Luitenant-kolonel en néerlandais) est le second grade des officiers supérieurs, au-dessus du grade de Major et en dessous de celui de colonel.
L'insigne du lieutenant-colonel est constitué d'une barrette et de deux molettes d'éperons héraldique de teinte dorée dans la Composante Terre, d'un large galon accompagné de deux galons, dans les composantes Air et Médicale.
L'équivalent dans la Marine est : capitaine de frégate.
|       |     |          |  |        |
| Terre | Air | Médicale |  | Marine |

On s'adresse à lui en disant Colonel. On s'adresse au capitaine de frégate en disant Commandant.

## Brésil
Au Brésil, le grade de Tenente-Coronel est le second grade des officiers supérieurs, au-dessus du grade de Major et en dessous de celui de Coronel. L'équivalent dans la Marine est : Capitão de Fragata.
|                            |                            |                    |
| Armée de terre brésilienne | Force aérienne brésilienne | Marine brésilienne |

On s'adresse à lui en disant Coronel. On s'adresse au Capitão de Fragata en disant Comandante.

## Canada
Pour un article plus général, voir Grades des Forces armées canadiennes.

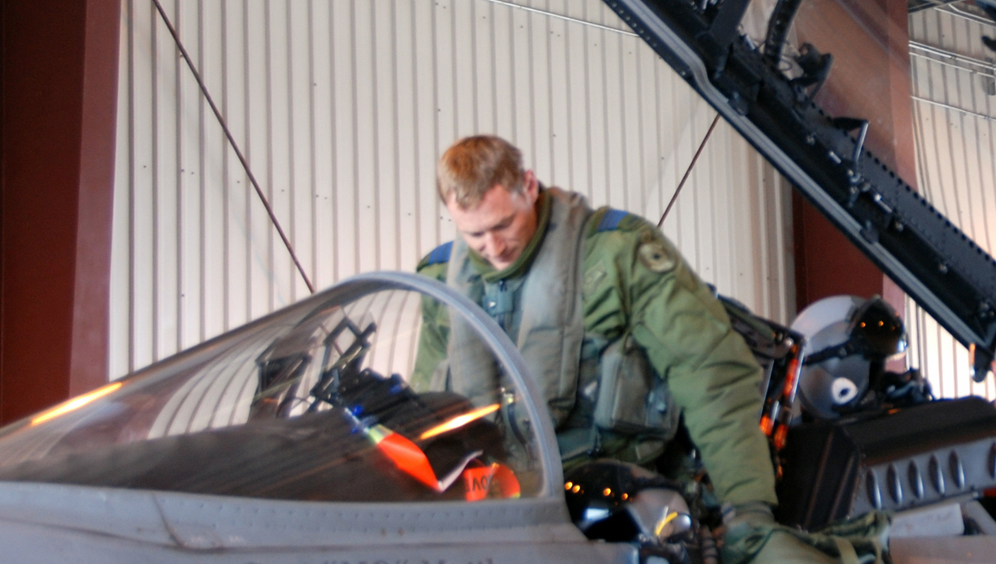
Un lieutenant-colonel de l'Aviation royale du Canada.

Dans l'Armée canadienne et l'Aviation royale du Canada des Forces canadiennes, le grade de lieutenant-colonel se situe entre le grade de major et de colonel. Dans l'Armée canadienne, l'insigne du lieutenant-colonel est une étoile et une couronne et dans l'Aviation royale du Canada, trois bandes. Son équivalent dans la Marine royale canadienne est le grade de capitaine de frégate.
Dans la Force terrestre, la position typique d'un lieutenant-colonel est celle de commandant d'un régiment blindé, d'artillerie ou de génie de combat ou bien d'un bataillon d'infanterie. Cependant, le lieutenant-colonel occupe aussi diverses positions de commandement au sein de quartiers généraux ou une position de niveau stratégique au sein des quartiers généraux de la Défense nationale.
| Précédé par Major | Lieutenant-colonel | Suivi par Colonel |

## États-Unis
Aux États-Unis, le grade de lieutenant-colonel suit celui de major, et précède celui de colonel. Il est représenté par une feuille de chêne de couleur argentée : .

## France
Dans l'Armée de terre, de l'air et la Gendarmerie, le lieutenant-colonel est un officier supérieur dont le grade est immédiatement inférieur à celui de colonel.

## Suisse

Insigne du grade de lieutenant-colonel de l'armée suisse.

Le lieutenant-colonel (en allemand Oberstleutnant) est dans l'armée suisse un officier supérieur situé entre le major et le colonel. En temps de paix, il s'agit du cinquième plus haut grade d'officier, et le sixième en temps de guerre (c'est-à-dire lorsqu'un général est nommé). Il commande un bataillon ou groupe (1 000 soldats environ). Il peut également diriger un domaine de base de conduite (personnel, renseignements, opérations, logistique, planification, aide au commandement ou instruction), au sein de l'état-major d'une brigade. Son insigne se présente sous la forme de deux galons larges dorés (ou deux bandes larges horizontales noires sur la tenue de combat). Les bandes sont populairement appelées « nouilles ».

## Allemagne
Oberstleutnant est un grade d’officier supérieur dans les armées allemande et autrichienne. Il est utilisé dans la Bundeswehr depuis 1955. Dans la nomenclature des grades de l'OTAN, il correspond au code "OF4".

## Russie
Подполковник est un grade d'officier expérimenté (старший офицер), il se trouve entre le grade de майор (équivalent au grade de commandant dans l'armée française) et полковник (colonel).